# 所沢市立図書館

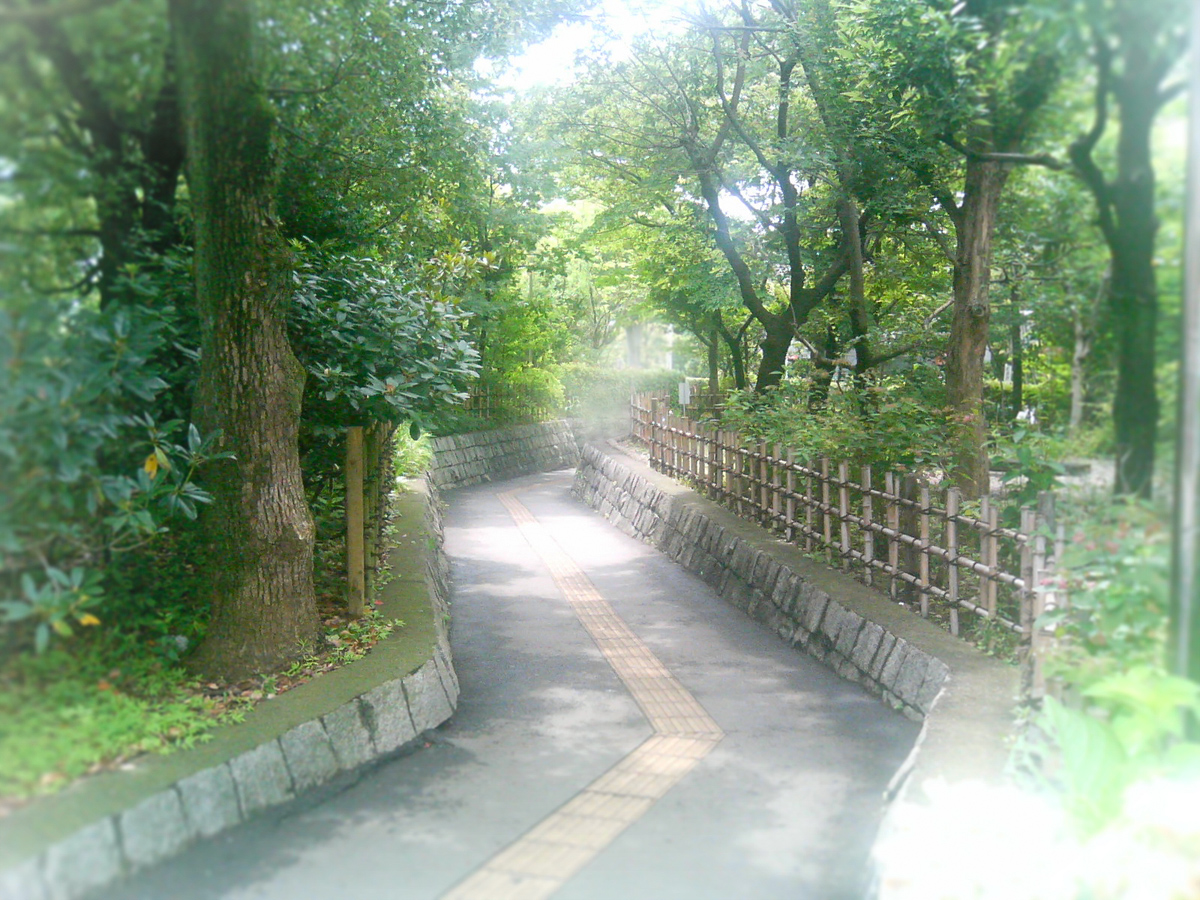
本館建物裏より

所沢市立図書館（ところざわしりつとしょかん、Tokorozawa City Library）は、所沢市が運営する公共図書館のことである。
所沢市内には航空記念公園内に建つ本館の他、7館の分館（所沢分館・椿峰分館・狭山ヶ丘分館・富岡分館・吾妻分館・柳瀬分館・新所沢分館）を擁する。正式名称は「所沢市立所沢図書館」である。基本、職員は所沢図書館と呼称する。また、この呼称では市の図書館全体を指す。
全館の蔵書はパーソナルコンピュータ・携帯電話などのインターネット端末から検索・予約ができ、また2005年からは コンビニエンスストア図書取次サービスを実施しており、現在では所沢市内の所定のコンビニエンスストア7店舗から利用することができる。

## 概要
借りることのできる人は、所沢市に在住、通勤・通学している人、または 入間市・狭山市・飯能市・日高市に在住の人は、利用券（図書館利用カード）を作ることができる。
　利用券発行時には、利用券交付申請書の記入と住所、本人確認の為身分証明書が必要。（未就学児の利用券発行は保護者が出来、その際の身分証明書は保護者のもので構わない）
図書館内での閲覧だけなら誰でも利用可能。
- 貸し出し数

書籍・雑誌・紙芝居：1人10冊まで　
CD・ビデオ(VHS/DVD)：CDは1人3点、DVDは1人2点まで
- 貸出期間：2週間
- 開館時間

本館
火曜日   午前9時30分から午後7時（7月から9月は8時）まで
水曜日から日曜日・祝休日   午前9時30分から午後5時
所沢分館
火曜日から金曜日   午前9時30分から午後7時まで
土曜日・日曜日・祝休日   午前9時30分から午後5時まで
新所沢分館
火曜日から金曜日   午前9時30分から午後9時まで
土曜日・日曜日・祝休日   午前9時30分から午後5時まで
その他各館
火曜日から日曜日・祝休日   午前9時30分から午後5時まで

## 沿革
当施設の前身となったのは1948年（昭和23年）6月に所沢青年団により創設された「所沢図書室」である。だがその青年団は創設から僅か3年足らずで解散されてしまい、以降は有志の手によって存続されていた。
年表
- 1948年（昭和23年）6月 所沢青年団により、所沢図書室を創設[3]。当年度の蔵書数は8冊であった。
- 1951年（昭和26年）3月 青年団解散。4月以降は有志により運営。市より図書費の一部は補助。
- 1963年（昭和38年）3月 所沢図書館を創設[4]。
- 1964年（昭和39年）
  - 4月 市立に移管のため準備。職員採用、建物改修工事、団体貸出を開始。
  - 9月5日 これまでの有志による図書館運営を市に移管。
  - 9月14日　所沢市立所沢図書館として、同9月20日より一般市民に貸出開始。
- 1970年（昭和45年）
  - 12月7日 所沢市が市制施行20周年記念として、所沢市文化会館を建設。その3階の一部と4階を図書館とする。
  - 12月22日 同所にて開館、貸出を開始。
- 1971年（昭和46年）
  - 3月16日 山田力蔵の寄贈図書（2,058冊）をもって山田文庫を設置。
  - 5月28日 社会教育課より視聴覚機材を移管、貸出事務を開始。
- 1972年（昭和47年）9月 移動図書館車を購入（いずみ号）運行開始。（駐車場 11）
- 1973年（昭和48年）4月-9月 移動図書館、駐車場8ヶ所増設。（駐車場 計19）
- 1975年（昭和50年）
  - 4月 図書館新設のため調査費を計上し、調査を開始。
  - 4月9日 移動図書館2号車を購入。駐車場14ヶ所増設。（駐車場 計33）
- 1977年（昭和52年）5月 配本車を購入。団体貸出の充実を図る。
- 1978年（昭和53年）2月 埼玉県立川越図書館の協力により、対面朗読を開始。
- 1979年（昭和54年）1月 新たに図書館を（仮称）中央図書館として、現本館の現在地に着工[5]。
- 1980年（昭和55年）5月1日 （仮称）中央図書館を所沢図書館（現本館）として新たに開館。これまでの所沢図書館（文化会館3階、4階）は所沢図書館分館とする。また、電算システムを導入。
- 1982年（昭和57年）
  - 4月 視聴覚ライブラリー業務を視聴覚センターに移管。
  - 9月 移動図書館1号車を更新。
  - 12月2日 本館出入口付近に「萬葉植物園」[6] を開園。
- 1984年（昭和59年）
  - 3月 電算機 (H6000) システムを漢字処理のLM6600システムに変更。
  - 3月 『文芸所沢』[7]創刊号を発行。
  - 4月 業務連絡車購入。
  - 5月8日 2番目の分館、椿峰分館を開館。
  - 6月12日　3番目の分館、狭山ヶ丘分館（狭山ヶ丘コミュニティセンター内）開館。
- 1986年（昭和61年）8月5日 移動図書館2号車を更新。
- 1987年（昭和62年）7月10日 4番目の分館、富岡分館（富岡公民館内）開館。
- 1988年（昭和63年）
  - 4月 電算機 (LM6700) を導入。
  - 11月4日　5番目の分館、吾妻分館（吾妻公民館内）開館。

## 各館の概要

### 本館
ほんかん

### 所沢分館
- 移転開館： 2010年（平成22年）4月

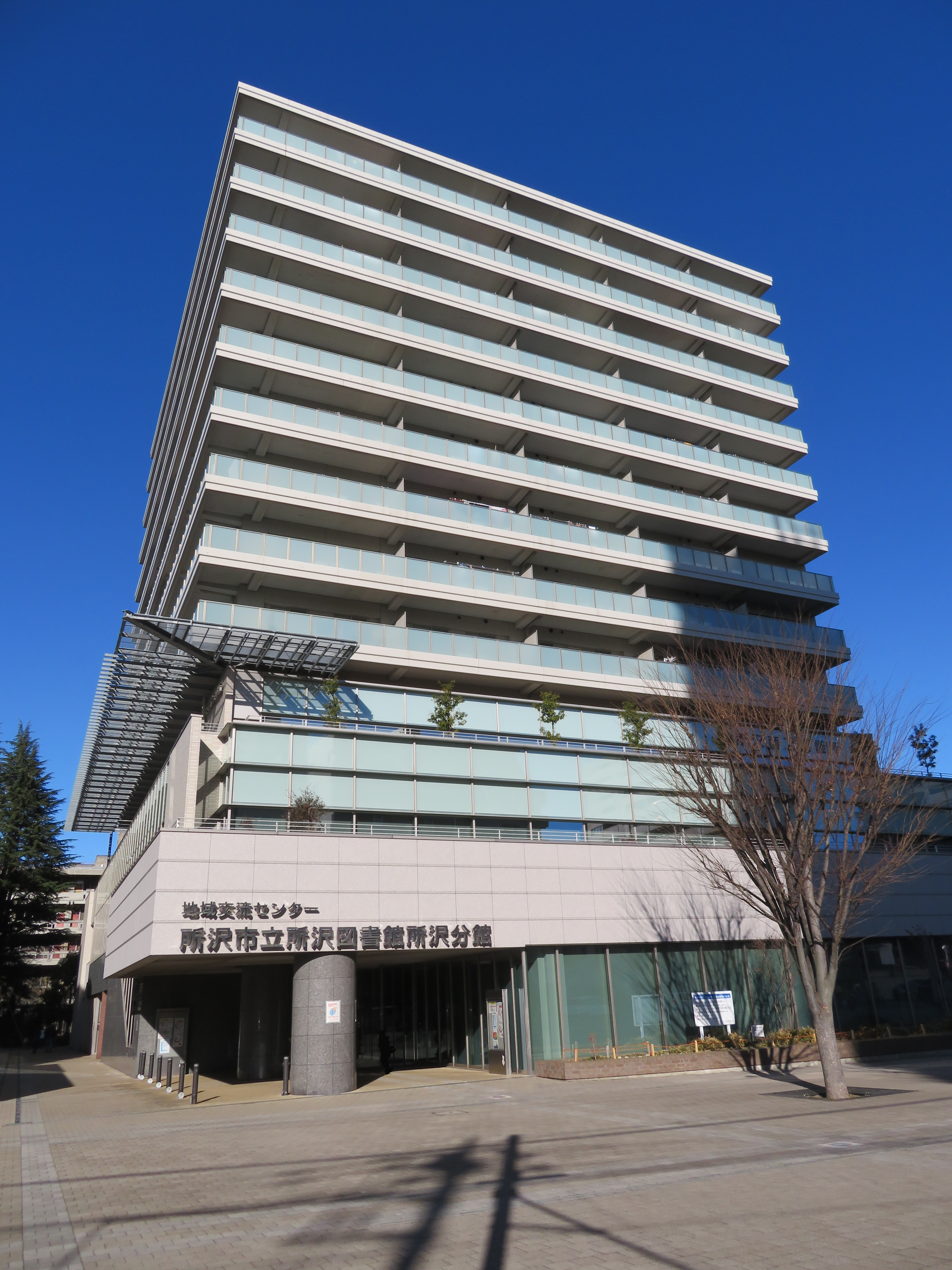
所沢分館

- 所在地：所沢市元町27番1号（所沢ハーティア東棟1・2階）

かつて所在した所沢文化会館は建物の老朽化が著しくなったため、現在地に移転された。
1階に視聴覚ライブラリー、2階に自習スペースなどが設けられ、それぞれ座席数も多い。

### 椿峰分館
- 開館： 1984年（昭和59年）5月8日

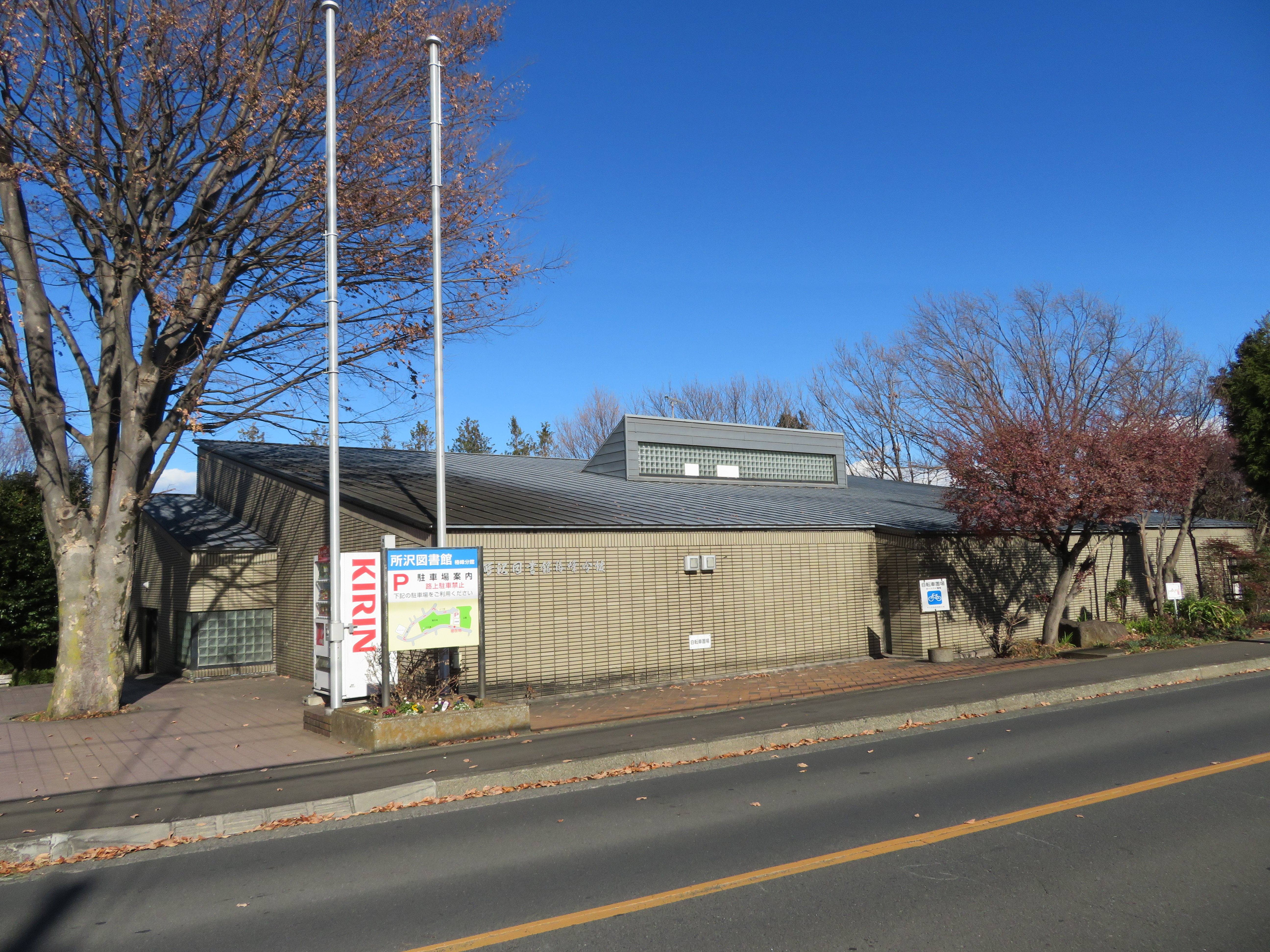
椿峰分館

- 所在地：所沢市大字山口5267　（椿峰ニュータウン内）

### 狭山ヶ丘分館
- 開館： 1984年（昭和59年）6月12日
- 所在地：所沢市若狭4-2478-4　（狭山ヶ丘コミュニティセンター3階）

### 富岡分館

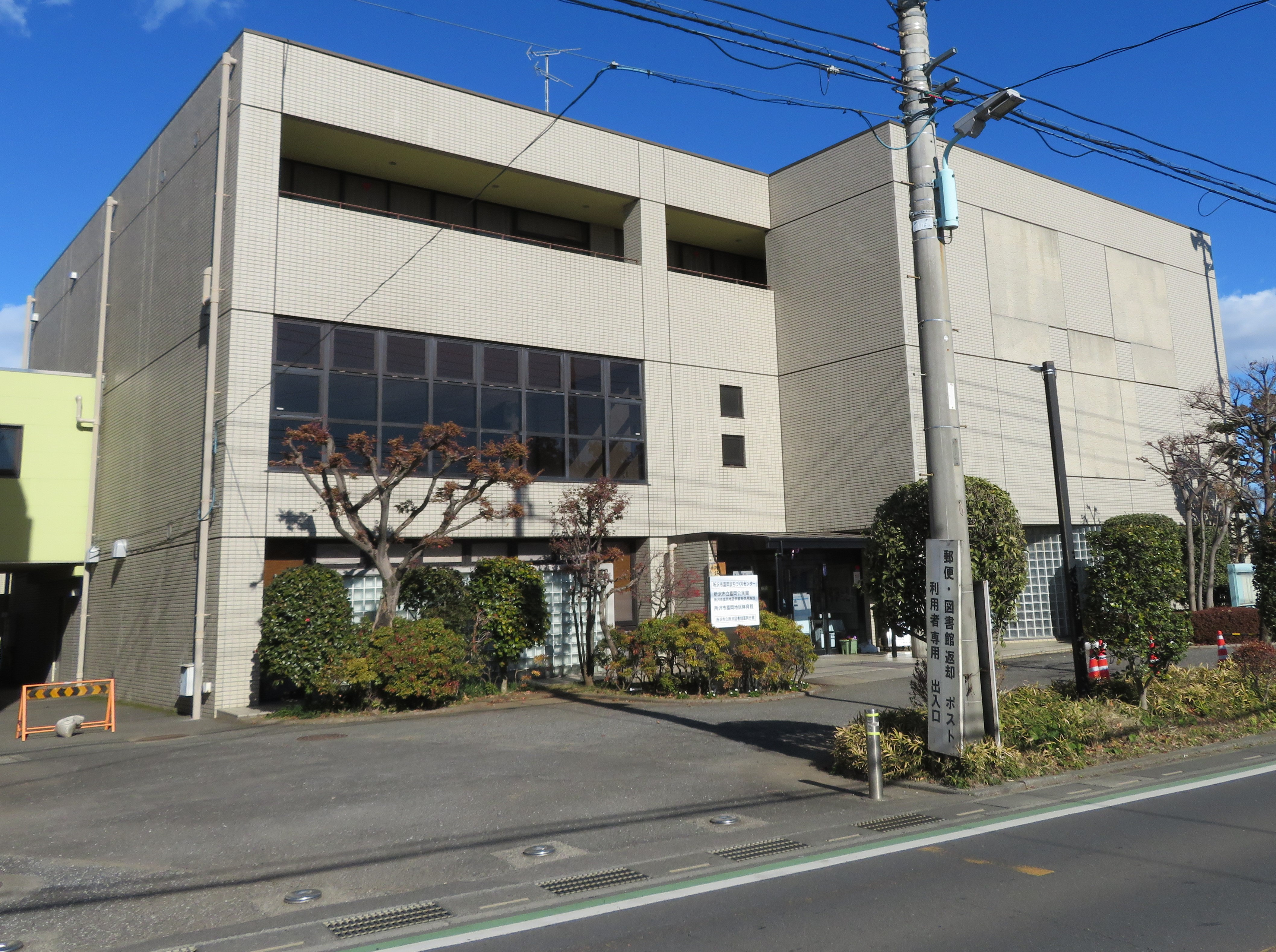
富岡分館

- 開館： 1987年（昭和62年）7月10日
- 所在地：所沢市大字北岩岡117-1　（富岡まちづくりセンター　2階）

### 吾妻分館

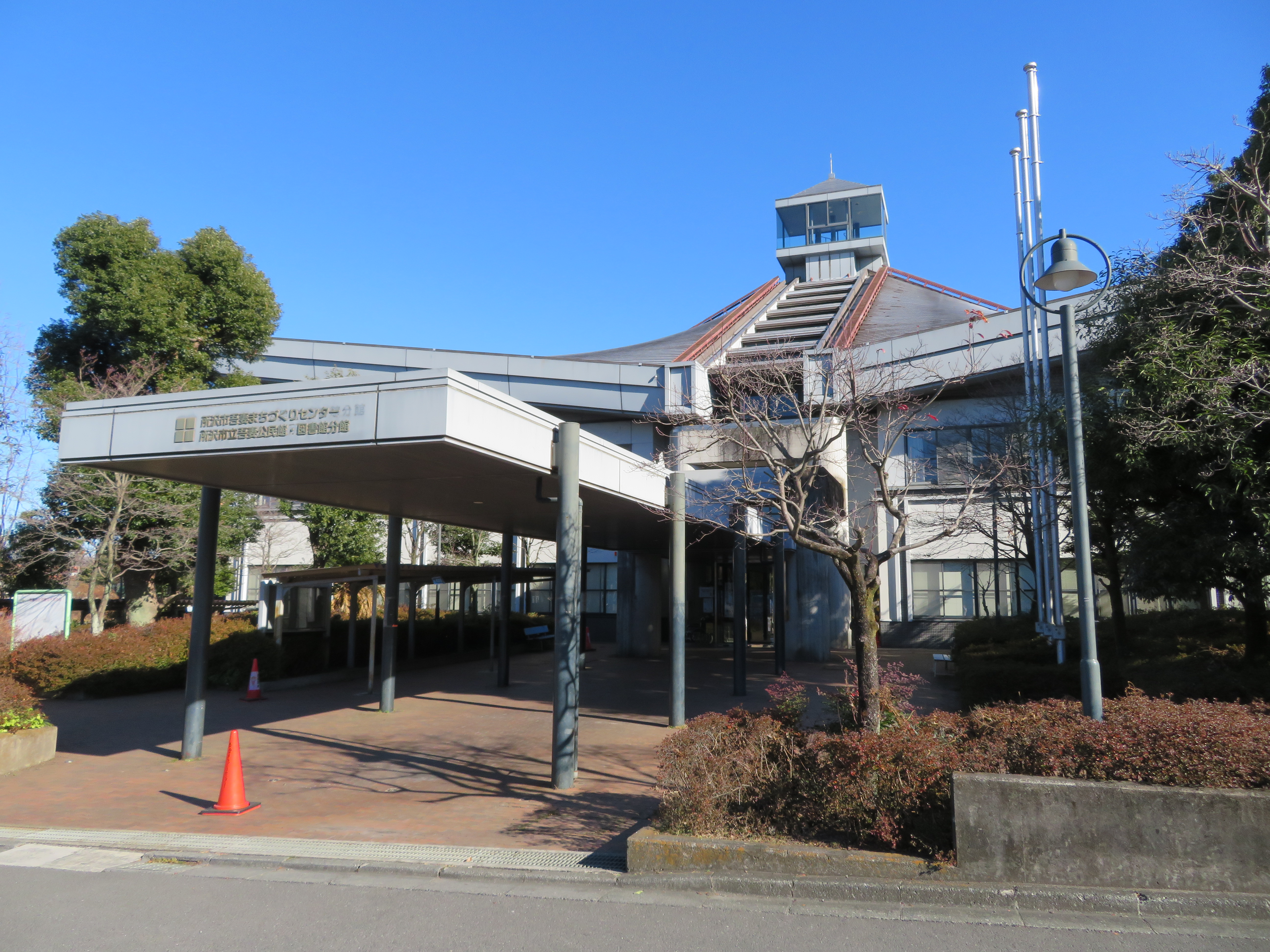
吾妻分館

- 開館： 1988年（昭和63年）11月4日
- 所在地：所沢市大字久米2229-1　（吾妻まちづくりセンター　1階）

### 柳瀬分館
- 開館： 1992年（平成4年）5月12日
- 所在地：所沢市城964-8　（柳瀬まちづくりセンター　2階）

### 新所沢分館
- 開館： 2012年（平成24年）4月
- 所在地：所沢市緑町1丁目8番3号（新所沢まちづくりセンター2階）

松井小学校図書館
- 「地域開放型の学校図書館」 [9]として開放され、入場には制限があるが、市立図書館資料の検索・予約・貸出・返却なども可能。

移動図書館車
1972年（昭和47年）9月から移動図書館車「いずみ号」などが運用されていたが、2006年（平成18年）3月をもってすべて廃止されている。

## コンビニ図書取次（コンビニ図書館）
コンビニエンスストア図書等取次事業
コンビニ図書館という呼称は、近年全国の公立図書館などで取り組まれる、ほぼ同内容のサービスに共通して使われている通称で、所沢図書館での当サービスの名称は、文書などでは「コンビニエンスストア図書等取次事業」とされ、「コンビニ図書取次」などと略称されている。
2005年（平成17年）6月よりサービス開始。現在、所沢市内のコンビニ7店舗と小手指公民館分館にて実施。

### 概要
- コンビニ図書取次は事前に図書館、または図書館ホームページにて予約した本の受け取りが可能。
- 図書館の資料と利用者の個人情報保護のため、専用の貸出袋（写真）に入っている。
- コンビニ受け取りの本はコンビニでも図書館でも返却可能。
- なお、貸出の時に図書館で借りた本（専用袋に入っていないもの、また専用袋がないもの）はコンビニに返却することはできない。

## その他

### 統計データ
所沢市立図書館要覧に記載あり
詳しくは以下のリンクのpdf55ページの図書館利用の統計データを参照されたい。
https://www.tokorozawa-library.jp/pdf/youran2019.pdf